# Torre dels Màrtirs (Benicarló)
La torre dels Màrtirs de Benicarló, a la comarca del Baix Maestrat, són unes poques restes d'una antiga torre de vigilància que se situen en les proximitats de l'ermita del mateix nom, i del poblat iber fortificat “Puig de la Nau”, que se situen en el cim del turó conegut com a Puig de la Nau, d'uns 160 metres d'altitud. Les restes estan catalogades, de manera genèrica Bé d'Interès Cultural, amb codi: 12.03.027-011.
Es tracta d'una torre de vigilància de la qual no es té cap documentació pel que resulta bastant complexa la seva datació. Presentant un lamentable estat d'abandó i ruïna.